# Aretusa (periodico)
Aretusa è stata una rivista letteraria di cui sono usciti 15 fascicoli tra marzo-aprile 1944 e gennaio-febbraio 1946 (ovvero dal I, 1 a III, 17/18). È stata diretta da Francesco Flora, Fausto Nicolini e Carlo Muscetta.
In qualche modo è la prima rivista dell'Italia liberata.

## Storia
Nell'articolo di presentazione (I, 1, p. 1) Flora dice che la rivista "tenta di ritrovare quegli studi nei quali, secondo la parola di Dante, l'uomo si eterna", secondo i dettami dell'"umanesimo" che la guerra ha tradito, per "vigilare, di fronte alla pubblica opinione, a difesa della libertà, contro qualsiasi dittatura".
Flora dirige la rivista, con Gabriele Baldini quale segretario di redazione, fino al n. 3. Per il n. 4 e il n. 5/6 subentra alla direzione Fausto Nicolini. L'editore napoletano Gaspare Casella esce di scena e dal n. 7 la rivista si trasferisce a Roma, dove la stampa l'editore De Luigi. Da questo numero il direttore è Carlo Muscetta, affiancato come segretario di redazione da Libero Bigiaretti. Il sottotitolo "Rivista di varia letteratura", voluto da Flora, viene sostituito con "Rivista mensile" e il numero delle pagine diminuisce.
Nella nuova presentazione (II, 7, p. 1). Muscetta scrive che vorrebbe la rivista offra "l'occasione agli uomini di cultura e ai letterati d'incontrarsi nel lavoro comune, col comune interesse civile di acquistare una coscienza della nostra società". Poi invita a un esame spietato del ventennio fascista, gettandosi nella mischia della società che va educata mentre ci si educa da uomini di lettere, poiché "l'utilità delle lettere non potrà mai essere effettiva, senza il più libero rapporto possibile tra lo scrittore e la società in cui egli vive".
Senza perdere la guida tutelare di Benedetto Croce, che però è rimasto isolato durante il fascismo e ora si lascia coinvolgere da cariche onorarie, la nuova linea è più militante e attenta all'attualità politica e sociale. Muscetta apre perciò la rubrica "L'occhiale dell'Abate Blanès".
Viene indetto anche un "Concorso per un racconto e per un saggio", che viene vinto rispettivamente da Il labirinto di Giorgio Caproni e da "Poetica e poesia di Guido Cavalcanti" di Carlo Salinari.
La rivista però non riuscì a sopravvivere al 1945, anche se l'ultimo numero doppio (17/18) uscirà con la data 1946 e la promessa di un successivo numero doppio per rimettersi in pari non è mai stato dato alle stampe.

## Struttura
Dopo qualche saggio, interrotti da una sezione di "intermezzo" che presentava testi letterari in prosa o in poesia, vi era la sezione "L'occhiale" e una di "recensioni". Altre sezioni erano "Note e documenti" che presentava testi ritrovati o documenti storici e "Rassegne" con brevi excursus sulla situazione letteraria, soprattutto italiana e francese, ma anche russa o inglese, spesso sulla base di un libro che aveva attratto l'attenzione per avere scopo simile. Dal n. 7 vi era anche un "Bollettino bibliografico". Nell'ultimo numero c'è un "Referendum" sullo stato di salute della rivista stessa ("per una poetica del nostro tempo").
Due interventi sono in francese, quello di Emmanuel Pierre (pseudonimo di Noël Mathieu) nel n. 8 e quello di Jean-Paul Sartre nel n. 15.

## Contributori
Vi si trovano scritti di Libero Bigiaretti (3, 8, 9, 10, 11/12, 13, 14, 15, 17/18), Carlo Muscetta (anche con lo pseudonimo di Abate Blanès, nella rubrica "L'occhiale") (7, 8, 9, 10, 11/12, 13, 14, 15, 17/18), Francesco Flora (1, 2, 8, 9), Gabriele Baldini (2, 3, 5/6, 7, 13), Giorgio Bassani (2, 7, 8, 10, 14, 15, 17/18), Elena Craveri Croce (1, 4, 5/6, 16, 17/18), Alda Croce (1, 2, 3), Giorgio Caproni (14, 15, 16, 17/18), Benedetto Croce (2, 3, 5/6, 15), Tito Guerrini (11/12, 14, 15, 16), Giuseppe Martini (9, 11/12, 13, 16), Muzio Mazzocchi (11/12, 13, 14, 17/18), Riccardo Musatti (7, 11/12, 13, 17/18), Roberto Pane (1, 2, 4, 5/6), Gabriele Pepe (4, 5/6, 8, 10), Aurelio Roncaglia (8, 9, 11/12, 14), Antonio Russi (1, 2, 7), Leonardo Sinisgalli (2, 7, 9, 13), Rosario Assunto (9, 13, 15), Arrigo Benedetti (8, 13, 15), Giacinto Cardona (11/12, 15, 17/18), Aldo Garosci (7, 8, 9, 17/18), Adele Luzzato (10, 11/12, 16), Umberto Morra di Lavriano (1, 15), Fausto Nicolini (2, 4, 5/6), Sergio Ortolani (1, 2, 4), Michele Prisco (10, 16, 17/18), Pietro Paolo Trompeo (4, 5/6, 13), William Weaver (tradotto da Raffaele La Capria e Tommaso Giglio) (2, 3), Giuseppe Albante (2), Corrado Alvaro (5/6, 7), Raffaele Amaturo (16, 17/18), Francesco Barberi (11/12, 16), Walter Binni (10, 16), Leone Bortone (9, 13, 17/18), Eugenio Colorni (11/12), Fabio Cusin (10, 17/18), Carlo Dionisotti (11/12, 17/18), Guido Dorso (1, 4), Enzo Forcella (15, 17/18), Ugo Foscolo (lettere inedite) (4, 9), Vittorio Gabrieli (5/6, 13), Simone Gatto (11/12, 15), Achille Geremicca (1, 5/6), Leone Ginzburg (8, 17/18), Natalia Ginzburg (7, 11/12), Augusto Guidi (13), Guido Morpurgo-Tagliabue (7, 11/12), Giorgio Prosperi (15, 16), Gastone Rossi-Doria (7, 17/18), Elena Rossi (2, 7), Giuseppe Santonastaso (8, 11/12), Carlo Sforza (3, 16), Bonaventura Tecchi (11/12, 16), Roberto Ulciner (15, 17/18), Mario Vinciguerra (4, 9), Paolo Alatri (14), Alberto Albertini, Massimo Alvaro (14), Carlo Antoni (4), Arnaldo Azzi (11/12), Isacco Babel (14), Felice Balbo (15), Stanisław Baliński (tradotto da Antonio Russi) (4), Corrado Barbagallo (14), Carlo Barbieri (2), Luigi Bartolini (9), Roberto Battaglia (10), Giuliana Beltrami (14), Lord Henry Bentinck (2), Carlo Bo (16), Vittorio Bonelli (10), Vitaliano Brancati (3), André Breton (1), Italo Calvino (16), Manlio Cancogni (11/12), Giorgio Candeloro (15), Delio Cantimori (14), Aldo Capitini (14), Augusto Caraceni (15), Antonio Carancini (1), Giorgio Cardona (8), Giosuè Carducci (una lettera inedita del 1889) (2), Gilbert Keith Chesterton (2), Raimondo Craveri (1), Fedele D'Amico (5/5), Alfred de Vigny (tradotto da Achille Geremicca) (4), Gino Doria (3), Pericle Fazzini (9), Manrico Fiore (3), Cesare Foligno, Francesco Gabrieli (8), Federico García Lorca (tradotto da Vittorio Bodini) (15), Alfonso Gatto (10), Alberto V. Geremicca (4), Gian Domenico Giagni (15), Wolf Giusti (8), Johann Wolfgang von Goethe (tradotto da Ferruccio Amoroso) (5/6), Giorgio Graziosi (15), Christian Friedrich Hebbel (8), Gustaw Herling-Grudziński (2), Hugo von Hofmannsthal (tradotto da Giaime Pintor) (3), Gerard Manley Hopkins (tradotto da Augusto Guidi) (11/12), Francesco Jovine (8), James Joyce (tradotto da Raffaello Piccoli) (5/6), Antonio La Penna (17/18), Carlo Laurenzi (17/18), Carlo Levi (17/18), Giuseppina Lombardo Radice (7), Lucio Lombardo Radice (16), Sebastiano Arturo Luciani (10), Joyce Lussu (13), Gino Luzzatto (9), Archibald MacLeish (tradotto da Gian Domenico Giagni) (16), Oreste Macrì (14), Klaus Mann (11/12), Dora Marra (3), Guido Martellotti (9), Pietro Masserano Taricco (8), Vincenzo Mazzei (16), Manlio Mazziotti (8), Eugenio Montale (9), Augusto Monti (16), Federico Montù (1), Alberto Moravia (2), Mortaglia (10), Eva Zona (15), Maria Ortiz (15), Bob Ottoway (tradotto da Raffaella Canapi) (8), Pia Padovani (9), Geno Pampaloni (10), Guido Pannain (2), Pier Desiderio Pasolini (14), Jacopo Passavanti (1), Cesare Pavese (13), Domenico Pesce (17/18), Guglielmo Petroni (13), Giuliano Piccoli (5/6), Antonio Piccone Stella (8), Emidio Piermarini (4), Emmanuel Pierre (8), Bruno Pincherle (14), Giaime Pintor (7), Giovanni Pionati (17/18), Marco Polo (1), Dionisio Ridruejo (tradotto da Vittorio Bodini) (17/18), Rainer Maria Rilke (tradotto da Giuseppe Saito) (16), Antonio Rivolta (1), Salvatore Rosati (11/12), Aladino Rossi (9), Carlo Salinari (17/18), Jean-Paul Sartre (15), Toti Scialoja (10), Sebastian (1), Vincent Shean (1), Ignazio Silone (9), Giacinto Spagnoletti (15), Albert Spalding (tradotto da Giovanna Saffi) (3), Mario Tarchi (7), Stefano Terra (9), Sebastiano Timpanaro (17/18), Paul Valéry (tradotto da Beniamino Dal Fabbro) (16), Franco Venturi (17/18), Agostino Villa (10), Bruno Viola (17/18), Paolo Vittorelli (7), Elio Vittorini (17/18) e Angelandrea Zottoli (11/12).

## Argomenti
Tra i recensiti o comunque presenti quale argomento di letture critiche: Sebastiano Aglianò, Luigi Albertini, Louis Aragon, Paolo Enrico Arias, Ludovico Ariosto, Cesare Balbo Bruno Barilli, Roberto Battaglia, Vincenzo Bellini, Julien Benda, Arrigo Benedetti, Nikolaj Aleksandrovič Berdjaev, Hector Berlioz, Jean-Jacques Bérnard, Aloysius Bertrand, Saverio Bettinelli, Libero Bigiaretti, Adèle d'Osmond comtesse de Boigne, Alessandro Bonsanti, Vitaliano Brancati, Francesco Brundu, Piero Calamandrei, Edoardo Calandra, Guido Calogero, Fabrizio Canfora, Giorgio Caproni, Giacomo Casanova, Alfonso Casati, Guido Cavalcanti, Gilbert Keith Chesterton, René Clair, Matthias Claudius, Jean Cocteau, Benjamin Constant, Colette, Alberto Colini (futurista), Eugenio Colorni, Domenico Comparetti, Gianfranco Contini, Le Corbusier, Benedetto Croce, Joseph Edward Davies, Raoul Maria De Angelis, Giacomo Debenedetti, Alessandro Deleyre, Gino Doria, Libero de Libero, Donatello De Luigi, Eurialo De Michelis, Giuseppe Dessì, Blossio Emilio Draconzio, Eraclito, Il'ja Grigor'evič Ėrenburg, William Faulkner, Konrad Fiedler, Gustave Flaubert, Ugo Foscolo, Eduard Fueter, Dino Garrone, André Gide, Leone Ginzburg, Natalia Ginzburg, Johann Wolfgang von Goethe, Johann Gottfried Herder, John Hersey, Vittorio Imbriani, Francesco Jovine, James Joyce, Franz Kafka, Edgar Kemler, Søren Kierkegaard, Nadežda Konstantinovna Krupskaja, Selma Lagerlöf, Vernon Lee, Giacomo Leopardi, Georg Christoph Lichtenberg, Max Liebermann, Walter Lippmann, Emilio Lussu, Thomas Mann, Gianna Manzini, Marco Minghetti, Eugenio Montale, Giuseppe Montanelli, Alberto Moravia, Jurij Karlovič Oleša, Adolfo Omodeo, Walter Pater, Giuseppe Pecchio, Procopio, Properzio, Edgar Quinet, Raffaello Sanzio, Ernest Renan, Jean-Jacques Rousseau, Roberto Sacchetti, Gaetano Salvemini, George Santayana, William Saroyan, Nino Savarese, Arthur Schopenhauer, Scipione, Renato Serra, Carlo Sforza, Ignazio Silone, Leonardo Sinisgalli, Sofocle, Cecil Sprigge, Madame de Staël, Stendhal, Adolf Sturmthal, Stefano Terra, Vincent van Gogh, Garcilaso de la Vega, Marcello Venturoli, Vercors, Giambattista Vico, Agostino Villa, Robert Vischer, Elio Vittorini, Virginia Woolf, Gioseffo Zarlino, Bruno Zevi.